# Antifibrinolytikum
Antifibrinolytika wirken durch eine Inhibition der Fibrinolyse im Blut, d. h., sie bewirken einen verringerten Abbau des Thrombus und somit eine erhöhte Gerinnung.
Eingesetzt werden sie demzufolge bei einer gesteigerten Fibrinolyse, bei einer zu starken fibrinolytischen Therapie als auch bei Komplikationen während der Geburt.

## Pharmaka
- Aprotinin: hemmt Plasmin, Kallikreine, Trypsin, Chymotrypsin. Der Wirkungseintritt ist rasch.
- ε-Aminocapronsäure, para-Aminomethylbenzoesäure (PAMBA), Tranexamsäure: Hemmung der Plasminogenaktivatoren. Der Wirkungseintritt ist hier langsam.